# 湯姆·格林
湯姆·格林（英語：Tom Green，1971年7月30日—）是一名加拿大男演員、說唱歌手、作家、喜劇演員、製片人、導演、脫口秀主持人。他以其獨特的喜劇風格而著稱，是MTV節目湯姆·格林秀的主持人。